# Paralelo 75 sur
El paralelo 75 sur es un paralelo que está 75 grados al sur del plano ecuatorial de la Tierra. Cruza el Océano Antártico y La Antártida.
En esta latitud el sol es visible durante 24 horas durante el solsticio de invierno y 0 horas durante el solsticio de verano.

## Alrededor del mundo
Comenzando en el meridiano de Greenwich y tomando la dirección este, el paralelo 75° Norte pasa sucesivamente por:
| Coordenadas                        | País, territorio o mar | Notas |
| ---------------------------------- | ---------------------- | --- |
| 75°0′S 0°0′E / -75.000, 0.000      | Antártida              | Tierra de la Reina Maud, reclamado por Noruega · Territorio Antártico Australiano, reclamado por Australia · Tierra Adelia, reclamado por Francia · Territorio Antártico Australiano, reclamado por Australia · Dependencia Ross, reclamado por Nueva Zelanda |
| 75°0′S 163°39′E / -75.000, 163.650 | Océano Antártico       | Mar de Ross |
| 75°0′S 137°0′O / -75.000, -137.000 | Antártida              | Territorio no reclamado · Antártica Chilena, reclamado por Chile · Territorio reclamado por Chile y Reino Unido (reclamaciones superpuestas) · Territorio reclamado por Argentina, Chile y Reino Unido (reclamaciones superpuestas)                           |
| 75°0′S 61°32′O / -75.000, -61.533  | Océano Antártico       | Mar de Weddell |
| 75°0′S 24°12′O / -75.000, -24.200  | Antártida              | Territorio Antártico Británico, reclamado por Reino Unido · Tierra de la Reina Maud, reclamado por Noruega |